# 다니엘 시올리

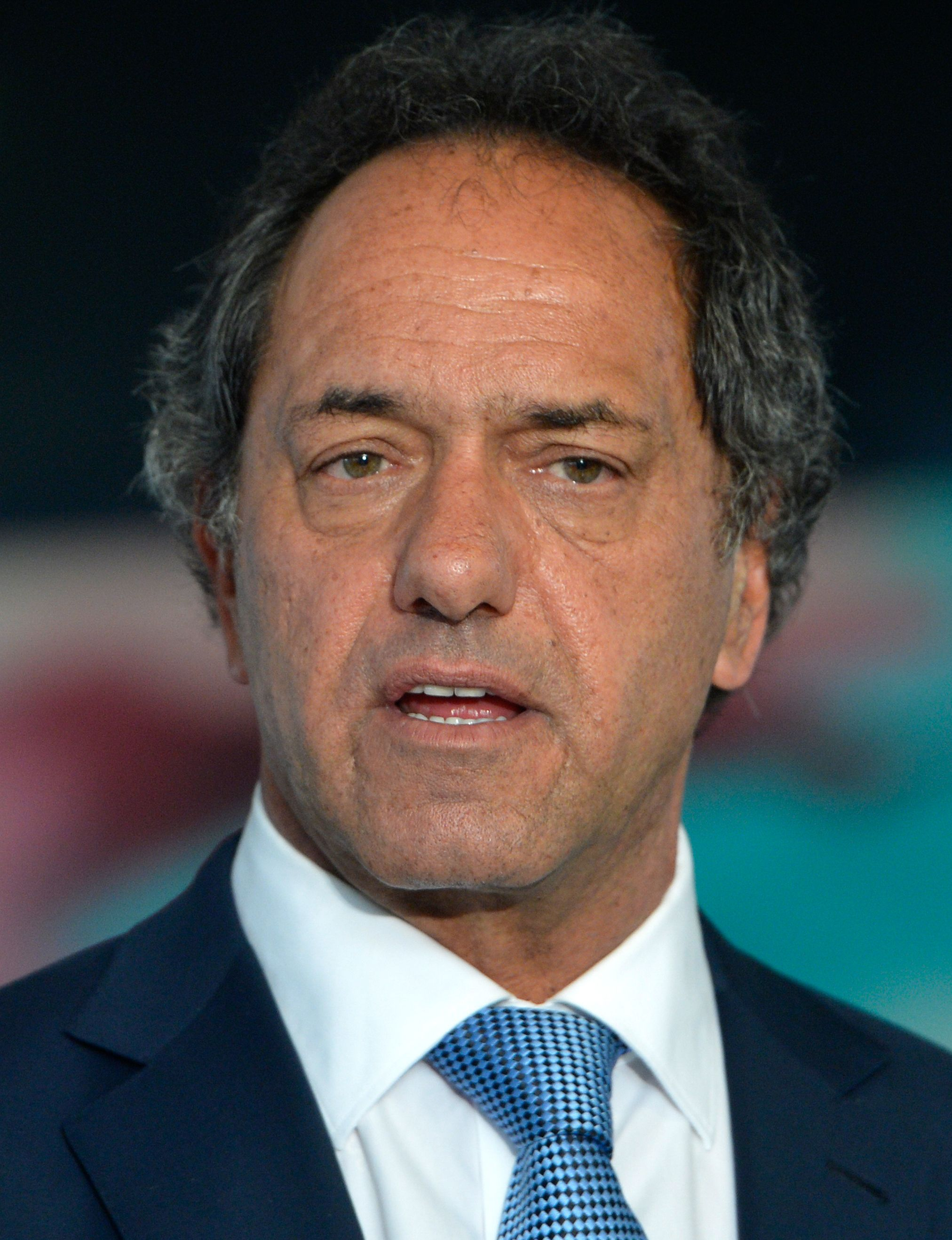
다니엘 시올리

다니엘 오스발도 시올리(스페인어: Daniel Osvaldo Scioli, 1957년 1월 13일 ~ )는 아르헨티나의 기업인, 모터보트 선수, 정치인이다. 2003년부터 2007년까지 아르헨티나의 부통령을 역임했다. 2007년에는 부에노스아이레스 주지사 선거에 당선되어 역임하고 있다.
2015년 10월 25일에 실시된 아르헨티나 대통령 선거에서 정의당 후보로 출마했으나, 마우리시오 마크리가 당선되었다.

## 역대 선거 결과
| 선거명      | 직책명                  | 대수 | 정당             | 1차 득표수 | 1차 득표율  | 2차 득표수 | 2차 득표율   | 결과 | 당락                         |
| ----------- | ----------------------- | ---- | ---------------- | ---------- | ----------- | ---------- | ------------ | ---- | ---------------------------- |
| 2003년 선거 | 아르헨티나의 부통령     | 33대 | 승리를 위한 전선 | 22.24%     | 4,312,517표 |            |              | 2위  | [ 2 ]                        |
| 2007년 선거 | 부에노스아이레스 주지사 | 99대 | 승리를 위한 전선 | 56.82%     | 3,142,270표 |            |              | 1위  | 부에노스아이레스 주지사 당선 |
| 2011년 선거 | 부에노스아이레스 주지사 | 99대 | 승리를 위한 전선 | 55.06%     | 4,165,549표 |            |              | 1위  | 부에노스아이레스 주지사 당선 |
| 2015년 선거 | 아르헨티나의 대통령     | 46대 | 승리를 위한 전선 | 37.08%     | 9,338,449표 | 48.66%     | 12,317,330표 | 2위  | 낙선                         |

## 참고 자료
- 위키미디어 공용에 다니엘 시올리 관련 미디어 분류가 있습니다.
- 다니엘 시올리 - 공식 웹사이트
- 다니엘 시올리의 채널 - 유튜브
- 다니엘 시올리 - X
- 다니엘 시올리 - 페이스북
- Youth for Scioli. Group that supports Daniel Scioli 보관됨 2011-05-01 - archive.today